# Aviados
Aviados é uma localidade do município espanhol de Valdepiélago, situado na provincia de Leão, em Castela e Leão.
Está situada a 32 quilômetros de León, que é a capital da província.
Destacam-se neste lugar as ruinas do castelo Castillo de los Guzmanes , construção do século XIV, que que foi derrubado por ordem do rei Carlos I, como castigo a seus proprietários Don Ramiro Núñez de Guzmán  e seu filho Gonzalo , que apoiaram os "comuneros", revolta conhecida como "Guerra das Comunidades de Castela" ocorrida entre 1520 e 1521.

## Lista dos senhores de Aviados
- Aldonça de Gusmão e de Padilla, senhora de Aviados.
- João Ramires de Gusmão, senhor de Aviados (1270 - ?) casado com D. Urraca Ibañez de Toledo (1280 -?)
- Maria Ramires de Cifuentes, senhora de Aviados (1240 - ?), casada com João Peres de Gusmão (1240 – 1285), foi senhor de Guzmán, localidade Castela e Leão da província de Burgos
- Pedro Nunes de Gusmão, Senhor de Aviados (1300 - 1360) casado com Inês de Haro,
- Ramiro Nunes de Gusmão, senhor de Aviados (1330 - ?) casado com Elvira de Padilla